# Fred Thurston

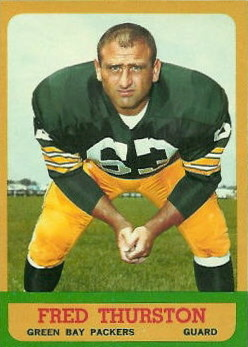
Imagem do ex-jogador de futebol americano estadunidense Fred Thurston.

Fred Thurston é um ex-jogador profissional de futebol americano estadunidense.

## Carreira
Fred Thurston foi campeão do Super Bowl II jogando pelo Green Bay Packers.